# ASDEX Upgrade

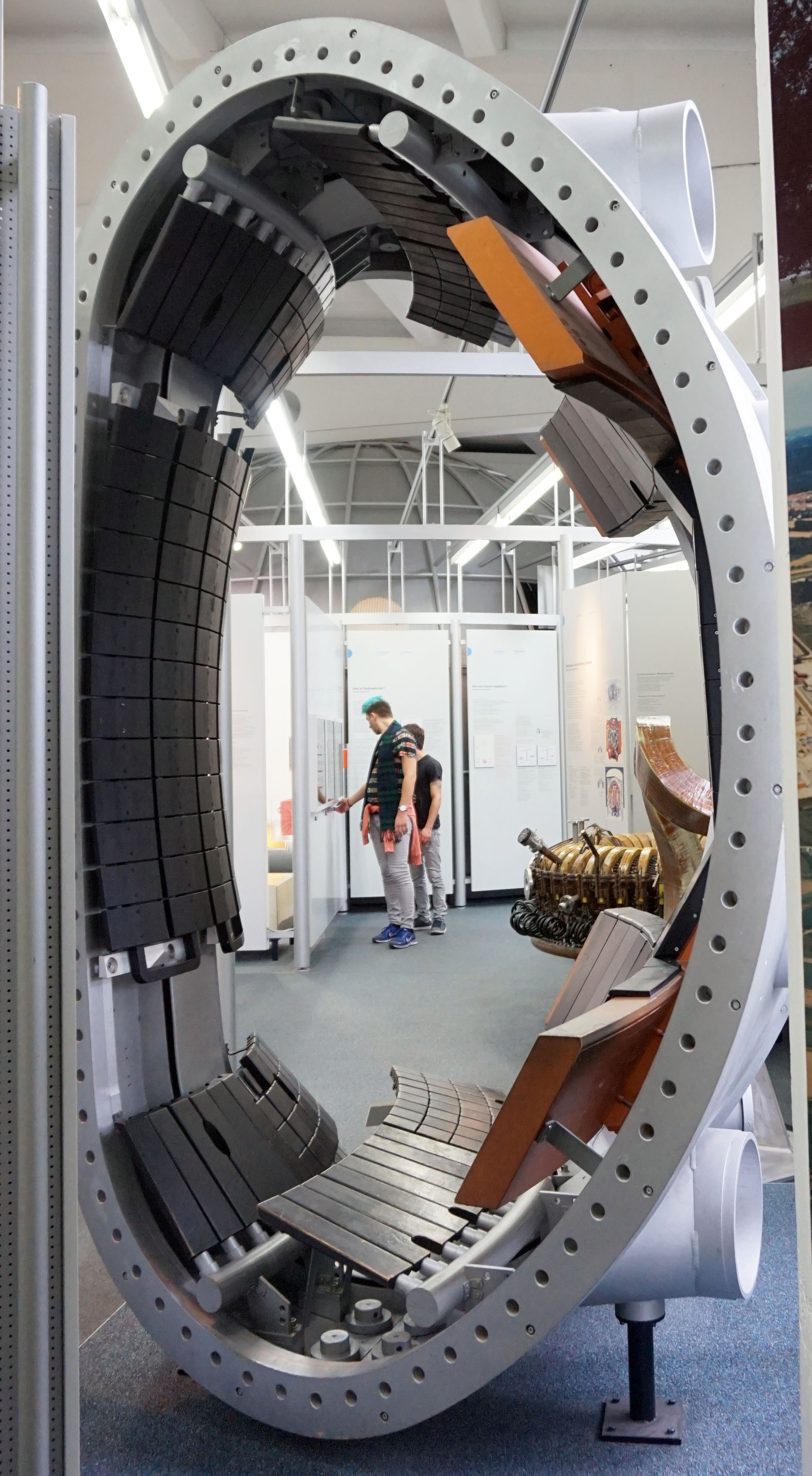
ASDEX Upgrade: Modell

ASDEX Upgrade ist eine der beiden größten in Betrieb befindlichen deutschen Versuchsanlagen zur Entwicklung von Fusionsreaktoren (die andere ist Wendelstein 7-X). Sie befindet sich im Max-Planck-Institut für Plasmaphysik in Garching bei München und ist vom Tokamak-Typ. Das erste Plasma wurde 1991 erzeugt. Seither wurden (Stand 2021) über 38.000 Versuche durchgeführt.

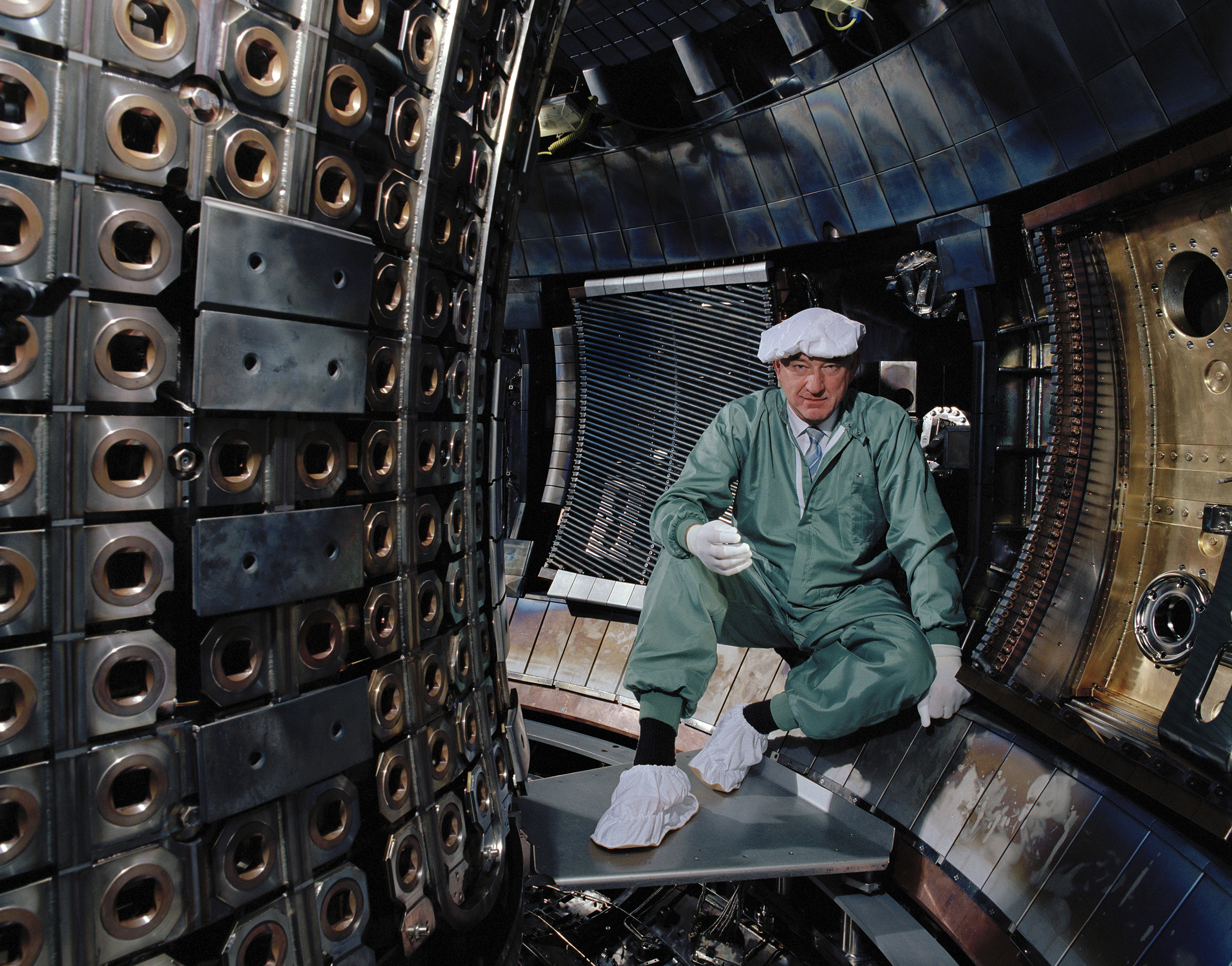
Physiker Alexander M. Bradshaw fotografiert von Oliver Mark im ASDEX Upgrade, Garching 2006

Mit ASDEX Upgrade werden Fragen der Plasmaphysik untersucht, die für das in Bau befindliche Fusionsexperiment ITER und somit für eine zukünftige Stromerzeugung in Kernfusionskraftwerken von Bedeutung sind. Untersucht wird das Verhalten von Plasma aus Deuterium. Das für eine nennenswerte Leistungserzeugung nötige Deuterium-Tritium-Gemisch wird noch nicht verwendet.
ASDEX Upgrade ist der Nachfolger der älteren Anlage ASDEX (AxialSymmetrisches Divertor-EXperiment) und im internationalen Vergleich zu anderen Tokamaks von mittlerer Größe. Die Anlage hat einen Radius von 5 Metern und ein Gesamtgewicht von 800 Tonnen. Das Plasma kann mit bis zu 27 Megawatt geheizt werden. Verfügbar sind dafür neben der Ohmschen Heizung durch den Plasmastrom (ca. 1 MW) eine Neutralteilchenheizung (bis zu 20 MW) sowie Heizungen mit elektromagnetischen Wellen geeigneter Frequenzen: Ionen- und Elektronen-Zyklotronresonanz (je bis zu 6 MW).

## Auskleidung der Gefäßwand
Aus dem Wandmaterial des Plasmagefäßes werden im Betrieb unvermeidlich Atome durch Sputtern herausgelöst, ionisiert und verunreinigen das Plasma. Eine solche Verunreinigung stört grundsätzlich umso mehr, je mehr Elektronen ihr Atom enthält, je höher also ihre Ordnungszahl Z ist. Daher hielt man zunächst Materialien möglichst kleiner Ordnungszahl für die beste Wahl als Wandauskleidung. Da die Auskleidung zugleich eine hohe Schmelztemperatur haben sollte, wurde für viele Anlagen Graphit (Z = 6) gewählt.
ASDEX Upgrade ist dagegen innen vollständig mit Wolfram (Z = 74) beschichtet. Auch Wolfram hat einen sehr hohen Schmelzpunkt von über 3000 °C, so dass es hohe Temperaturen übersteht. Von Wolfram erwartet man, dass es im Vergleich zu Graphit in einem mit Deuterium-Tritium betriebenen Fusionsreaktor weniger Tritium aufnimmt, was wegen der Radioaktivität von Tritium wünschenswert ist. In ASDEX Upgrade konnte gezeigt werden, dass die Wolframkonzentration im Plasma auch bei einer reinen Wolframwand bei gutem Rückhaltevermögen des Divertors niedrig genug gehalten werden kann.

## Technische Daten
| Technische Daten Reaktor         | Technische Daten Reaktor  |
| -------------------------------- | ------------------------- |
| maximale Magnet-Flussdichte:     | 3,9 Tesla                 |
| Plasmastrom:                     | 0,4 bis 1,6 Megaampere    |
| Großer Plasmaradius:             | 1,65 Meter                |
| Kleiner Plasmaradius:            | 0,5 Meter                 |
| Elongation (Plasmahöhe/-breite): | 0,8/0,5 = 1,6             |
| maximale Pulsdauer:              | 10 Sekunden               |
| Plasmaheizung:                   | 27 Megawatt               |
| Plasmavolumen:                   | 14 Kubikmeter             |
| Plasmamenge:                     | 3 Milligramm              |
| Plasmatemperatur:                | über 100 Millionen Kelvin |

## Geschichte
ASDEX Upgrade wurde ab 1981 als Nachfolgeexperiment von ASDEX konzipiert. Nachdem in ASDEX das Divertorkonzept erfolgreich erprobt worden war, sollte ASDEX Upgrade dieses Konzept für eine reaktorrelevante Geometrie untersuchen: In einem Reaktor muss der Raum innerhalb der Toroidalfeldspulen möglichst gut für die Erzeugung des heißen Plasmas genutzt werden, d. h., die Magnetspulen zur Erzeugung der Divertorkonfiguration müssen außerhalb der Magnetfelder der Toroidalfeldspulen liegen. Die Orientierung auf einen reaktortauglichen Divertor einschließlich der Untersuchungen zur Teilchen- und Leistungsabfuhr war 1980/81 nicht selbstverständlich, wenn man berücksichtigt, dass die anderen drei damals geplanten Tokamaks (JET, Torus-2, FTU) ohne Divertor betrieben werden sollten.
Die Entscheidung für einen Divertor war wesentlich durch die Mitarbeit des IPP an Konzeptstudien für die (nicht gebauten) Anlagen NEXT (next european torus) und INTOR (international torus) beeinflusst. Die Entscheidung hat sich als richtig erwiesen; so wurde JET von einem Limitertokamak in einen Divertortokamak umgebaut. Im März 1982 wurde das Konzept für das ASDEX-Nachfolgeexperiment ASDEX Upgrade bei der Europäischen Kommission zur Begutachtung und Förderung eingereicht. In dieser ersten Phase wurden noch drei Varianten untersucht: ein Umbau des ASDEX, ein Neubau mit teilweise supraleitenden Spulen und ein Neubau mit normalleitenden, wassergekühlten Kupferspulen. Das letztgenannte Konzept wurde positiv begutachtet, und 1983 erschien eine detaillierte Projektstudie, die bereits wesentliche technische Einzelheiten darstellt.
Nach deren Realisierung konnten 1990 erste technische Systeme in Betrieb genommen werden. Am 21. März 1991 wurde die erste Plasmaentladung erzeugt.
Das Vorgängerexperiment ASDEX wurde fünf Jahre nach seiner Stilllegung an China weitergegeben, und dort in Changdu am 2. Dezember 2002 unter dem Namen HL-2A (Huan-Liuqi-2A, „A“ für ASDEX) wieder in Betrieb genommen.